# مريخ دميرال
مريخ دميرال (وتكتبه وسائل الإعلام ميريح أو مريح) (من مواليد 5 مارس 1998) هو لاعب كرة قدم تركي محترف يلعب مدافعًا في نادي الأهلي في دوري المحترفين السعودي. ويلعب في المنتخب التركي أيضًا.

## مسيرته الكروية

### السنوات المبكرة
مريخ دميرال هو نتاج فرق شباب فنربخشه، وقع مريخ دميرال للعب مع فريق AC Alcanenensein البرتغالي في عام 2016. في يناير 2017، تم إعارته إلى سبورتنج لشبونة ب، وشارك في بطولة ليغا برو للنادي الأخير أول مرة في 5 فبراير 2017 في التعادل 1-1 على أرضه ضد Famalicão. وقع في نهاية الموسم عقده معه النادي مباشرة.
في 15 أغسطس 2018، انضم إلى نادي الانيا سبور التركي على سبيل الإعارة. في 29 يناير 2019، انضم بشكل دائم إلى الانيا سبور مقابل 3.5 مليون يورو. في 30 يناير 2019، انضم إلي نادي ساسولو على سبيل الإعارة مع التزام بالشراء. ظهر في الدوري الإيطالي أول مرة في 24 فبراير، في مباراة التعادل 1-1 أمام سبال،  وسجل أول أهدافه سجل أيضا هدفين في فوز 4-0 أمام كييفو - في 4 أبريل.

### يوفنتوس
في 5 يوليو 2019، أعلن يوفنتوس رسميًا أنتقال دميرال من ساسولو، بموجب عقد مدته خمس سنوات مقابل 18 مليون يورو. وبحسب ما ورد تم كشف راتبه بمبلغ 1.3 مليون يورو سنويًا. أصبح أول لاعب تركي يلعب للنادي. ظهر مع النادي في 21 سبتمبر أول مرة، في فوز 2-1 على أرضه على فيرونا في الدوري الإيطالي. ثم ظهر أول مرة في دوري أبطال أوروبا في 11 ديسمبر، في المباراة النهائية للمجموعة، وحصل على الثناء في وسائل الإعلام بسبب الأداء حيث ساعد يوفنتوس في الحفاظ على شباكه نظيفة بالفوز 2-0 على باير 04 ليفركوزن. سجل هدفه الأول للنادي في 12 يناير 2020، في الفوز 2-1 خارج الأرض على روما، والذي جعل يوفنتوس يؤمن لقب «أبطال الشتاء». ومع ذلك، تم استبداله لاحقًا باللاعب ماتيس دي ليخت بعد تعرضه لإصابة في الرباط الصليبي الأمامي. ونتيجة لذلك، كان من المتوقع استبعاده لبقية الموسم، بما في ذلك يورو 2020 .

## مسيرته الدولية
مثّل دميرال تركيا في المستويات الدنيا، بما في ذلك تحت 17 سنة وتحت 19 سنة. ظهر أول مرة مع الفريق الأول في 20 نوفمبر 2018 في مباراة ودية ضد أوكرانيا، كبديل في الدقيقة 85 لمرت مولدر.

## الجدل
في 11 أكتوبر 2019، بعد هدف جنك توسون على ألبانيا في تصفيات يورو 2020 ، كان دميرال أحد اللاعبين الأتراك الذين شاركوا في احتفال مثير للجدل «تحية عسكرية». وفي اليوم نفسه، أعلن دعمه الصريح للهجوم التركي على شمال شرق سوريا على تويتر؛ في حين أشاد به أنصار الرئيس التركي رجب طيب أردوغان، إلا أنه أثار انتقادات من العديد من مشجعي كرة القدم في يوفنتوس على وسائل التواصل الاجتماعي، وكذلك من أندية أخرى، طلب بعضهم من النادي اتخاذ إجراءات تأديبية ضد اللاعب؛ حتى أن آخرين طالبوا بيع دميرال من قبل النادي.
في يوليو 2024، وضمن منافسات يورو 24 سجّل ديميرال هدفي الفوز للمنتخب التركي أمام النمسا (2-1) في لايبزيغ في ثمن نهائي كأس أوروبا في ألمانيا. واحتفل بالهدف الثاني بحركة اليد الخاصة بمجموعة اليمين المتطرف في تركيا في إشارة إلى "تنظيم الذئاب الرمادية". وبتاريخ 5 يوليو فرض الاتحاد الأوروبي لكرة القدم "يويفا"، عقوبة الإيقاف على مدافع منتخب تركيا مريح ديميرال لمباراتين ما أدى لغيابه عن مواجهة هولندا في ربع النهائي، وهو قرار وصفته تركيا بأنه "غير عادل".

## الإحصائيات المهنية

### النادي
آخر تحديث match played 12 January 2020.

### دولي
آخر تحديث 17 November 2019.

## الإنجازات
تركيا تحت 20 سنة
- بطولة تولون المركز الثالث: 2018 [29]

## روابط خارجية
- مريخ دميرال على موقع الاتحاد الأوربي (الإنجليزية)
- مريخ دميرال على موقع اتحاد تركيا (لاعب) (الإنجليزية)
- مريخ دميرال على موقع قاعدة بيانات كرة القدم.إي يو (الإنجليزية)
- مريخ دميرال على موقع ليكيب (الفرنسية)
- مريخ دميرال على موقع ناشيونال فوتبول تيمز (الإنجليزية)
- مريخ دميرال على موقع Soccerway.com (الإنجليزية)
- مريخ دميرال على موقع عالم كرة القدم.نت (الإنجليزية)